# Рябинский, Владимир Иванович
Владимир Иванович Рябинский (7 апреля 1940 — 15 сентября 2022) — государственный деятель Приднестровья, казачий генерал, войсковой атаман Черноморского казачьего войска (1994—2012 гг.). Внёс значительный вклад в возрождение казачества в Приднестровской Молдавской Республике.

## Биография
Родился 7  апреля 1940 года в семье потомственных казаков, в станице Новоминской Каневского района Краснодарского края.

## Образование
- В 1957 году окончил 10 классов средней школы в станице Раевская. За отличные успехи по всем предметам, высокую дисциплину и активное участие в общественной жизни школы награждён золотой медалью.
- В 1962 году окончил обучение в Ростовском институте инженеров железнодорожного транспорта (РИИЖТ).

## Деятельность
После обучения (1957—1962) молодой инженер-механик приехал по распределению в Бендерское локомотивное депо. Поначалу работал бригадиром по ремонту тепловозов, потом был назначен инженером-дизелистом и вскоре стал мастером электромашинного отделения.
С 1965 года в Комитете государственной безопасности. После специальной учёбы на высших курсах КГБ в городе Минске вернулся лейтенантом в Бендеры оперативным уполномоченным местного отдела. Во время службы удалось разоблачить и задержать бывшего фашистского карателя, проживавшего в Молдавии под чужой фамилией.
Служил оперуполномоченным, старшим оперуполномоченным в Тирасполе и Кишинёве, заместителем начальника отделения в Унгенах, начальником отделения в Рыбнице и Глодянах.
30 октября 1991 года подполковником КГБ вышел на пенсию.
17 декабря 1991 года принял участие в работе Схода потомков казаков, объявившего о возрождении Черноморского казачества.
В конце 1992 года возглавлял разведку вновь сформированного пограничного отряда Министерства Государственной безопасности ПМР, одновременно продолжал принимать самое активное участие и в подготовке структуры штатов формируемого Войскового Правления ЧКВ.
19 февраля 1994 года казачьего полковника, на Большом Войсковом Круге выбирают Войсковым Атаманом.
Утверждался президентом Приднестровья в 1997 году, 2000 году, 2003 году, 2006 году, 2009 году, на основании Положения о Черноморском казачьем войске Приднестровья, Войсковым атаманом Черноморского казачьего войска избранным Большим Войсковым Кругом.

## Награды
- Орден Республики (30 ноября 2001 года) — За большой личный вклад в становление и развитие Приднестровской Молдавской Республики, Черноморского Казачьего Войска, воздаяние самоотверженной службы казачеству и Отечеству и в связи с 10-й годовщиной образования Черноморского Казачьего Войска[6]
- Орден «За заслуги» I степени (6 апреля 2010 года)— за личный вклад в защиту, становление и укрепление Приднестровской Молдавской Республики, активную государственную и общественную деятельность и в связи с 70-летием со дня рождения[7]
- Орден «За заслуги» II степени (13 ноября 2006 года)— за особые заслуги в защите, становлении и укреплении Приднестровской Молдавской Республики, активную государственную и общественную деятельность и в связи с 15-летием возрождения Черноморского казачьего войска[8]
- Орден «За личное мужество» (30 августа 1995 года) — За мужество и героизм, проявленные при создании и защите Приднестровской Молдавской Республики и в связи с 5-й годовщиной со дня её образования[9]
- Орден Почёта (6 апреля 2000 года) — За активную деятельность в защите, становлении и признании Приднестровской Молдавской Республики и в связи с 60-летием со дня рождения[10]
- Медаль «За безупречную службу» (6 апреля 2005 года) — за мужество и героизм, проявленные при защите Приднестровской Молдавской Республики и в связи с 65-летием со дня рождения[11]
- Юбилейная медаль «Десять лет Приднестровской Молдавской Республике» (17 августа 2000 года) — за активное участие в становлении, защите и строительстве Приднестровской Молдавской Республики и в связи с 10-й годовщиной со дня образования[12]
- Грамота Президента ПМР (5 апреля 1995 года) —  За активное участие в становлении, умелое руководство Черноморским Казачьим Войском и в связи с 55-летием со дня рождения[13]

## Ссылка
- Черноморское казачье войско